# Clemente Argenvilliers
Clemente Argenvilliers (Milão, 30 de dezembro de 1687 - Roma, 23 de dezembro de 1758) foi um cardeal italiano no século XVIII.

## Biografia
Nasceu em Roma em 30 de dezembro de 1687. De família muito modesta de origem francesa. Filho de Giovanni Battista Argenvilliers, advogado consistorial. Seu primeiro nome também está listado como Clemens.
Tornou-se um célebre advogado. O Papa Clemente XII atribuiu-o ao Collegio degli avvocati consistorial . Prelado doméstico de Sua Santidade. Tornou-se um bom amigo e conquistou a confiança do Cardeal Prospero Lambertini, futuro Bento XIV. Conclavista do cardeal Lambertini no conclave de 1740, onde foi eleito papado. Referendário dos Tribunais da Assinatura Apostólica da Justiça e da Graça, 19 de setembro de 1743. Cônego da patriarcal basílica de Latrão. Auditor de Sua Santidade, 1743, apesar da aberta e viva oposição do cardeal Silvio Valenti Gonzaga, secretário de Estado; o cargo envolvia a direção da secretaria particular do papa e a custódia de seus arquivos. Secretário da SC para o Exame dos Bispos. Secretário da Congregação Especial para a Economia, criada para rever a gestão financeira da Câmara Apostólica, 1746. Reitor da Universidade La Sapienza , Roma, 11 de agosto de 1747; promoveu a reforma da universidade, que foi aprovada por um quirografo papalde 14 de setembro de 1748; para efetivar o documento papal, no outono de 1748, foi estabelecido o ensino de matemática e química superiores; fundo especial de apoio à pesquisa científica; e mais tarde, o instituto de física e o laboratório de química; e o auditório anatômico foi reformado; ele manteve o cargo de reitor até sua morte. Canonista da Penitenciária Apostólica desde 1751..
Criado cardeal sacerdote no consistório de 26 de novembro de 1753; recebeu o chapéu vermelho em 29 de novembro de 1753; e o título de SS. Trinità al Monte Pincio, 10 de dezembro de 1753. Sua promoção teve que ser adiada muitas vezes por causa das dificuldades apresentadas pelos ciúmes das grandes e pequenas potências européias. Protetor da Ordem dos Frades Minimi de S. Francesco di Paola, 8 de maio de 1754. Nomeado pró-auditor de Sua Santidade. Prefeito da SC do Conselho Tridentino, desde finais de 1757 até à sua morte. Participou do conclave de 1758, que elegeu o Papa Clemente XIII, cuja eleição se opôs. Após a sua promoção ao cardinalato, continuou a destacar-se pela sua modéstia e entusiasmo..
Clemente faleceu aos 70 anos, em Roma, no dia 23 de dezembro de 1758. Exposto em seu título, onde ocorreu o funeral; e sepultado na capela de S. Francesco di Paolo, naquela mesma igreja. Ele próprio fez compor um epitáfio breve e simples, ao qual se juntou um elegante escrito por Francesco Saverio Zelada, futuro cardeal, que foi seu testamenteiro.